# Hagen Kearney
Hagen Kearney (Bradford, 6 novembre 1991) è uno snowboarder statunitense.

## Biografia
In Coppa del Mondo ha esordito il 16 dicembre 2011 a Telluride (46ª).
Nel 2018 ha partecipato ai XXIII Giochi olimpici invernali a Pyeongchang, venendo eliminato ai quarti e concludendo in tredicesima posizione nella gara di snowboard cross.

## Palmarès

### Mondiali juniores
- 1 medaglia:
  - 1 oro (snowboard cross a squadre a Sierra Nevada 2017)

### Coppa del Mondo
- Miglior piazzamento nella Coppa del Mondo di snowboard cross: 5º nel 2017 e nel 2021
- 3 podi:
  - 1 vittoria
  - 1 secondo posto
  - 1 terzo posto

#### Coppa del Mondo - vittorie
| Data             | Luogo    | Paese   | Disciplina |
| ---------------- | -------- | ------- | ---------- |
| 16 dicembre 2016 | Montafon | Austria | SBX        |

Legenda:

SBX = Snowboard cross